# Damaracheta kriegbaumi
Damaracheta kriegbaumi är en insektsart som beskrevs av Otte, D. och R.M. Hennig 1998. Damaracheta kriegbaumi ingår i släktet Damaracheta och familjen syrsor. Inga underarter finns listade i Catalogue of Life.